# Viriville
Viriville ist eine französische Gemeinde mit 1.704 Einwohnern (Stand 1. Januar 2022) im Département Isère in der Region Auvergne-Rhône-Alpes; sie gehört zum Arrondissement Vienne und zum Kanton Bièvre.
In der Nähe von Viriville befand sich ein altes Militärlager, das Camp de Chambaran, das zu Beginn des Zweiten Weltkriegs zum Internierungslager für deutsche Staatsangehörige wurde.

## Bevölkerungsentwicklung
| Jahr                       | 1962 | 1968 | 1975 | 1982 | 1990 | 1999 | 2007 | 2017 |
| Einwohner                  | 1107 | 1130 | 1171 | 1167 | 1225 | 1207 | 1289 | 1630 |
| Quellen: Cassini und INSEE |      |      |      |      |      |      |      |      |

## Sehenswürdigkeiten

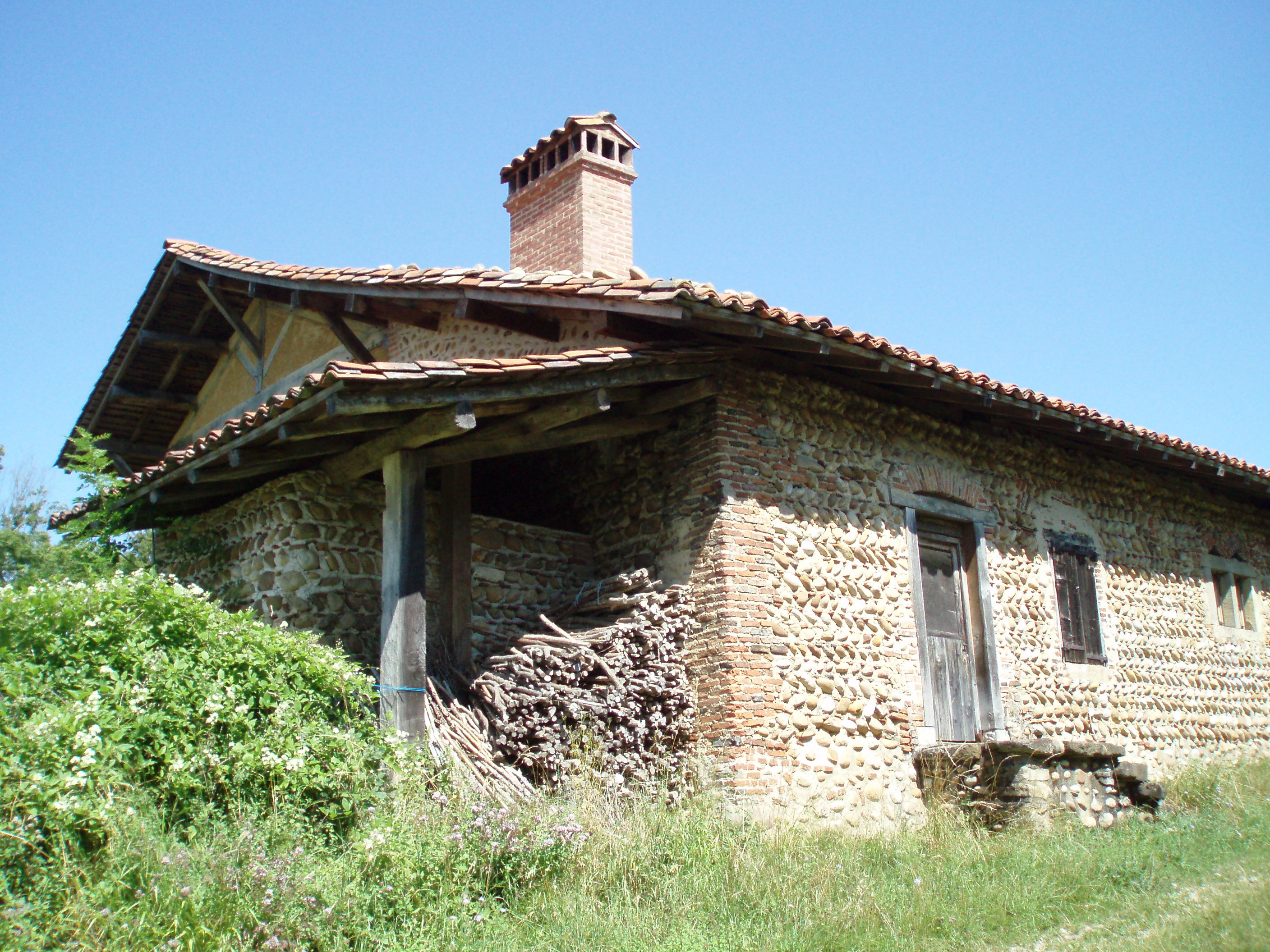
Denkmalgeschützter Hof La ferme des Bonnettes

- Die Ferme des Bonnettes (Monument historique)